# UTC+1
UTC+1 — перший часовий пояс, серединним меридіаном якого є 15° сх.д. Час тут випереджає всесвітній час на годину, але відстає на годину від київського. Межі поясу: східна 22°30' сх.д., західна 7°30' сх.д., відповідно, він проходить через центральну смугу Європи та Африки.
У навігації позначається літерою A (Часова зона Альфа)

## Часові зони з зміщенням UTC+1
- CET — Центральноєвропейський час
- WAT — Західноафриканський час
- BST — Британський літній час*
- IST — Ірландський стандартний час*
- WEST — Західноєвропейський літній час*

## Використання

### Постійно протягом року
- Алжир
- Ангола
- Бенін
- Габон
- Екваторіальна Гвінея
- Камерун
- ДР Конго — част.:
  - Екватор
  - Кванго
  - Квілу
  - Кіншаса
  - Маї-Ндомбе
  - Монгала
  - Південне Убагі
  - Північне Убангі
  - Центральне Конго
  - Чуапа
- Республіка Конго
- Марокко, в тому числі:
  -  контрольовані території Західної Сахари
- Нігер
- Нігерія
- Німеччина, част.:
  - Неумаєр ІІІ (антарктична станція)
- Туніс
- Центральноафриканська Республіка
- Чад
- Швеція, част.:
  - Свеа (антарктична станція)

### З переходом на літній час
- Австрія
- Албанія
- Андорра
- Бельгія
- Боснія і Герцеговина
- Ватикан
- Данія
- Іспанія
- Італія
- Ліхтенштейн
- Люксембург
- Північна Македонія
- Мальта
- Монако
- Намібія
- Нідерланди
- Німеччина
- Норвегія, в тому числі:
  -  Свальбард
  -  Ян-Маєн
- Польща
- Сан-Марино
- Сербія, в тому числі:
  -  Косово
- Словаччина
- Словенія
- Угорщина
- Франція
- Хорватія
- Чехія
- Чорногорія
- Швейцарія
- Швеція

### З переходом на 1 годину назад під час Рамадану
- Марокко, в тому числі:
  -  контрольовані території Західної Сахари

### Як літній час
- Велика Британія, а також:
  -  Гернсі
  -  Джерсі
  -  Острів Мен
- Данія — част.:
  - Фарерські острови
- Ірландія
- Португалія, в тому числі:
  - Мадейра
- Іспанія, частина:
- Канарські острови

## Історія використання
Таке зміщення від UTC використовувалося також:

### Як стандартний час
- Білорусь (у 1922—1939 — в західній частині, у 1941—1944 — у період нацистської окупації)
- Болгарія (у період нацистської окупації)
- Велика Британія (у 1968—1971 роках)
- Греція (у період нацистської окупації)
- Естонія (у 1941—1944 — у період нацистської окупації)
- Ірландія (у 1968—1971 роках)
- Латвія (у 1941—1945 — у період нацистської окупації)
- Лівія
- Литва (1920—1940, у 1941—1944 — у період нацистської окупації)
- Марокко
- Молдова (окупаційний час)
- Португалія
- Росія
  - Калінінградська область (до включення у склад СРСР та у 1991 році)
  - Території, окуповані Третім Рейхом у 1941—1944 рр.
- Україна (в УНР у 1918, у 1922—1939 — в західній частині, у 1941—1944 — на територіях, окупованим Третім Рейхом)

### Як літній час
- Андорра
- Бельгія
- Велика Британія, част.:
  -  Гібралтар
- Іспанія
- Монако
- Франція

### Як зимовий час
- Намібія (у 1994—2017 роках)